# Blog (pel·lícula)
Blog és l'òpera prima de la directora de cinema Elena Trapé produïda per Escándalo Films en 2010. Es va inspirar en la notícia sobre l'embaràs simultani de 17 noies menors de 16 anys en un institut dels Estats Units en l'estiu de 2008. Es va presentar al Festival Internacional de Cinema de Sant Sebastià, en la secció Zabaltegi Nous Directors.

## Sinopsi
Blog conta la sorprenent història d'un grup d'adolescents, noies de 15 anys, de classe mitjana-alta, ben educades, intel·ligents, sensibles i conscients. Un grup de joves amb un pla secret i un objectiu comú, la qual cosa elles consideren una meta absoluta i una veritat universal: la necessitat de viure emocions fortes que les distingeixin de la resta.

## Repartiment
- Marta: Candela Antón
- Bea: Anna Castillo
- María: Lola Errando
- Sandra: Sara Gómez
- Laura: Lidia Torrent
- Paula: Irene Trullen
- Àuria: Alada Vila

## Nominacions
La seva directora Elena Trapé fou nominada al premi revelació a les Medalles del Cercle d'Escriptors Cinematogràfics de 2011